# 滝川具紹
滝川 具紹（たきがわ ともつぐ）は、江戸時代中期の旗本。通称は八助、監物。

## 生涯
享保13年（1728年）、旗本滝川利行の長男として生まれた。母は利行の養父滝川邦房の娘。
延享元年（1744年）、父の死により17歳で遺領1200石を相続して小普請に入った。
明和5年（1768年）、41歳で小姓組に番入りし、天明5年（1785年）、現職の番士のまま死去した。享年58。
初めの妻である稲生正英の娘、後妻である小栗信道の娘のいずれとの間にも子がなく、妻の兄小栗信久の次男・又五郎を養子に迎えて滝川具高を名乗らせて後を継がせた。
具紹の死により滝川三郎四郎家は家祖である常陸国片野藩主滝川雄利の直系相続が絶えるが、具紹以来、雄利の遠祖である北畠家にちなむ通字の「具」が代々受け継がれている。